# Għargħur
Għargħur – jedna z jednostek administracyjnych na Malcie. Mieszka tutaj 2 768 osób. W Għargħur znajduje się wzgórze Ġebel San Pietru.

## Turystyka
- Church of St Bartholomew, Għargħur, kościół
- St Nicholas' Chapel, Għargħur, kaplica
- Għargħur Semaphore Tower, wieża semaforowa z 1848 roku
- Victoria Lines, ruiny

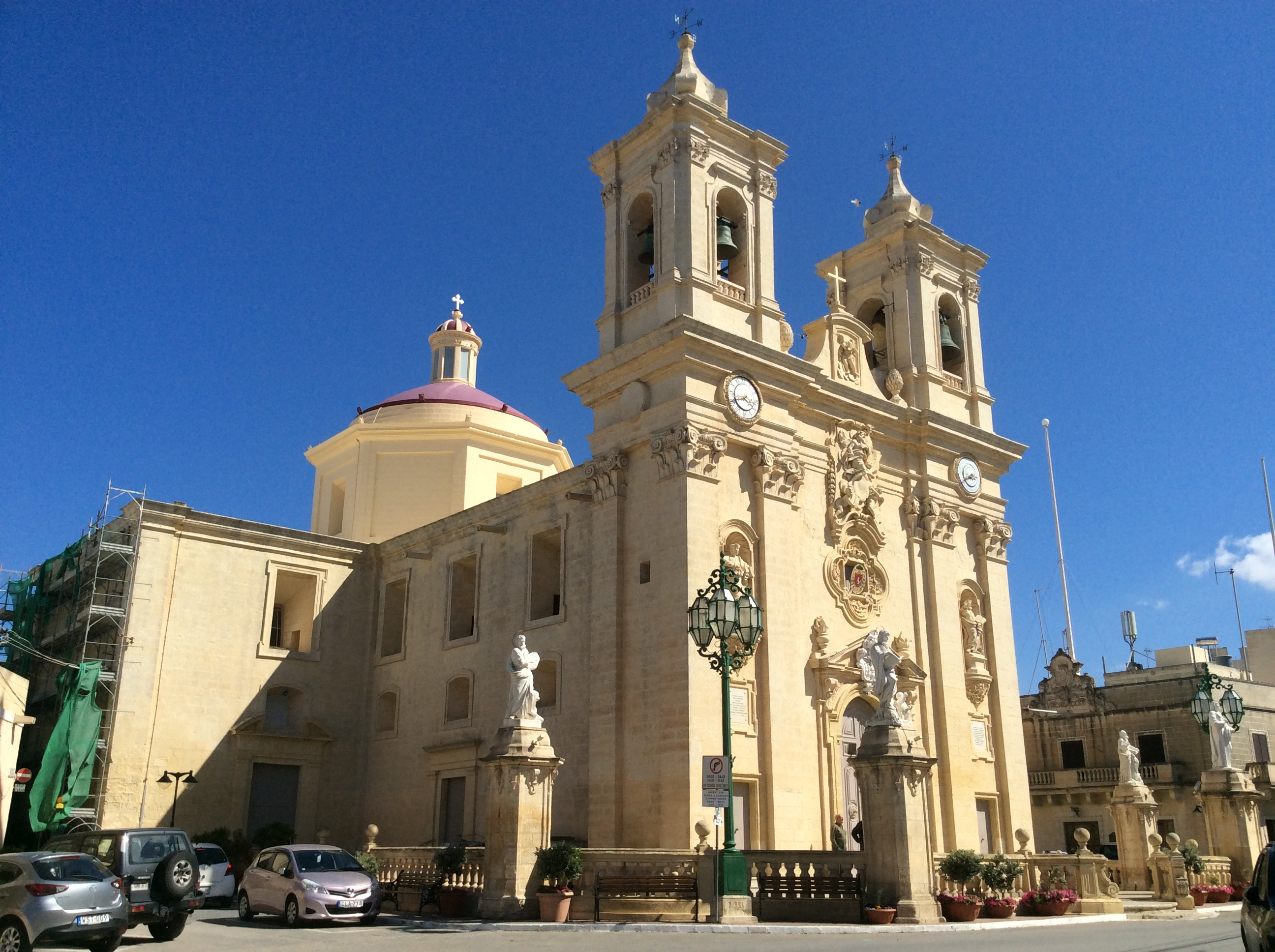
Church of St Bartholomew
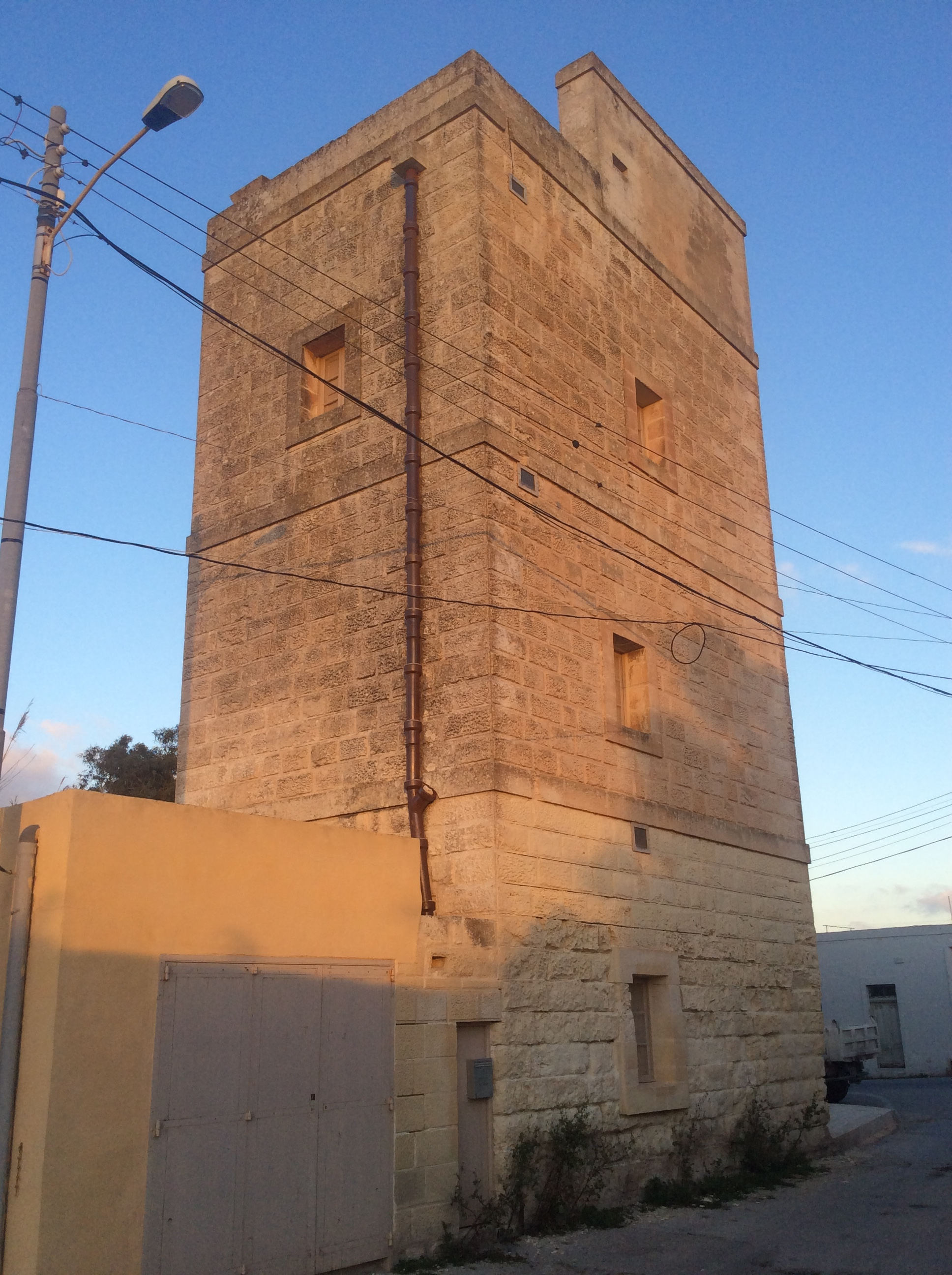
Għargħur Semaphore Tower
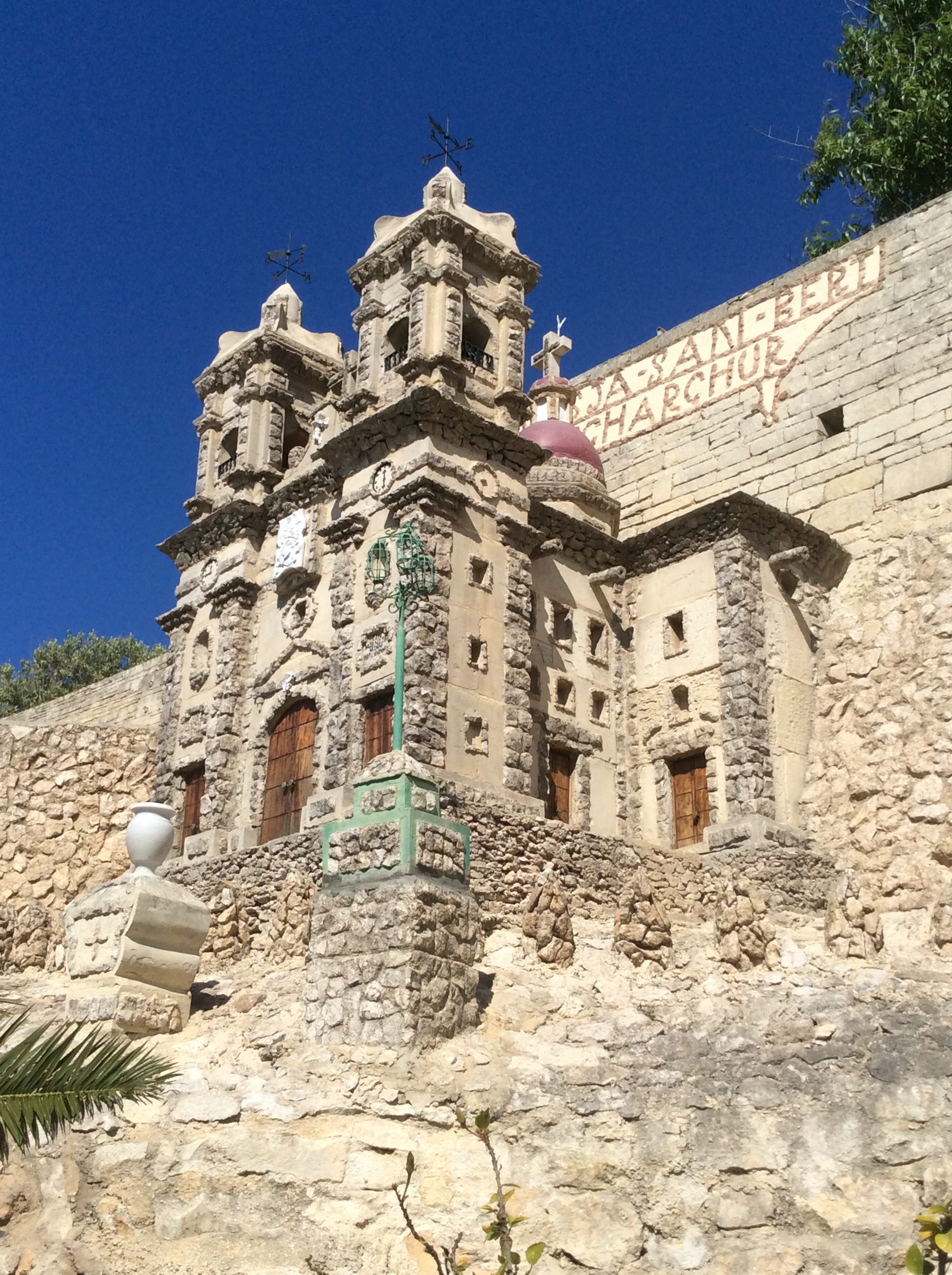
Przy ulicy Triq Għaxqet l-Għajn
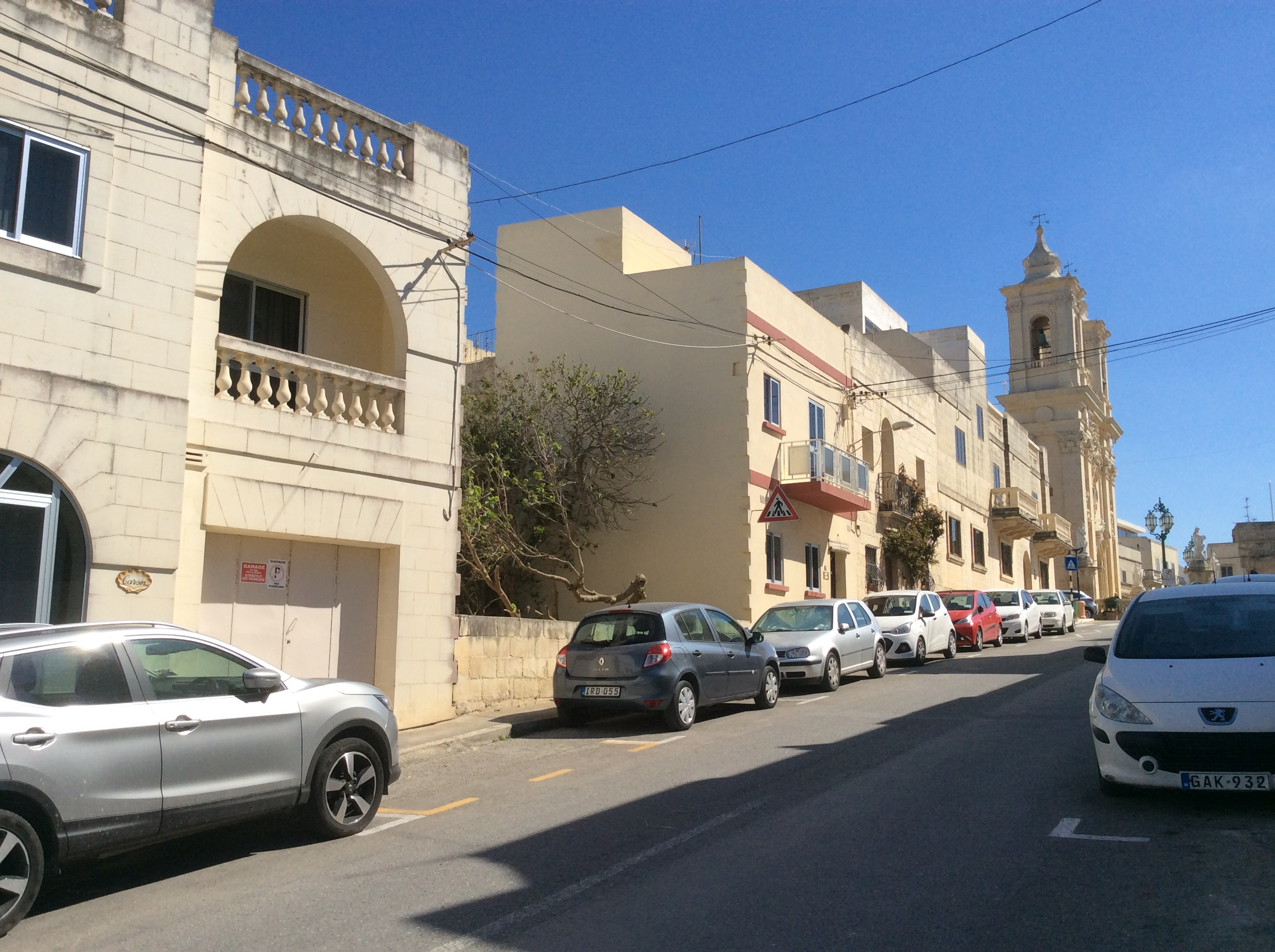
Jedna z ulic
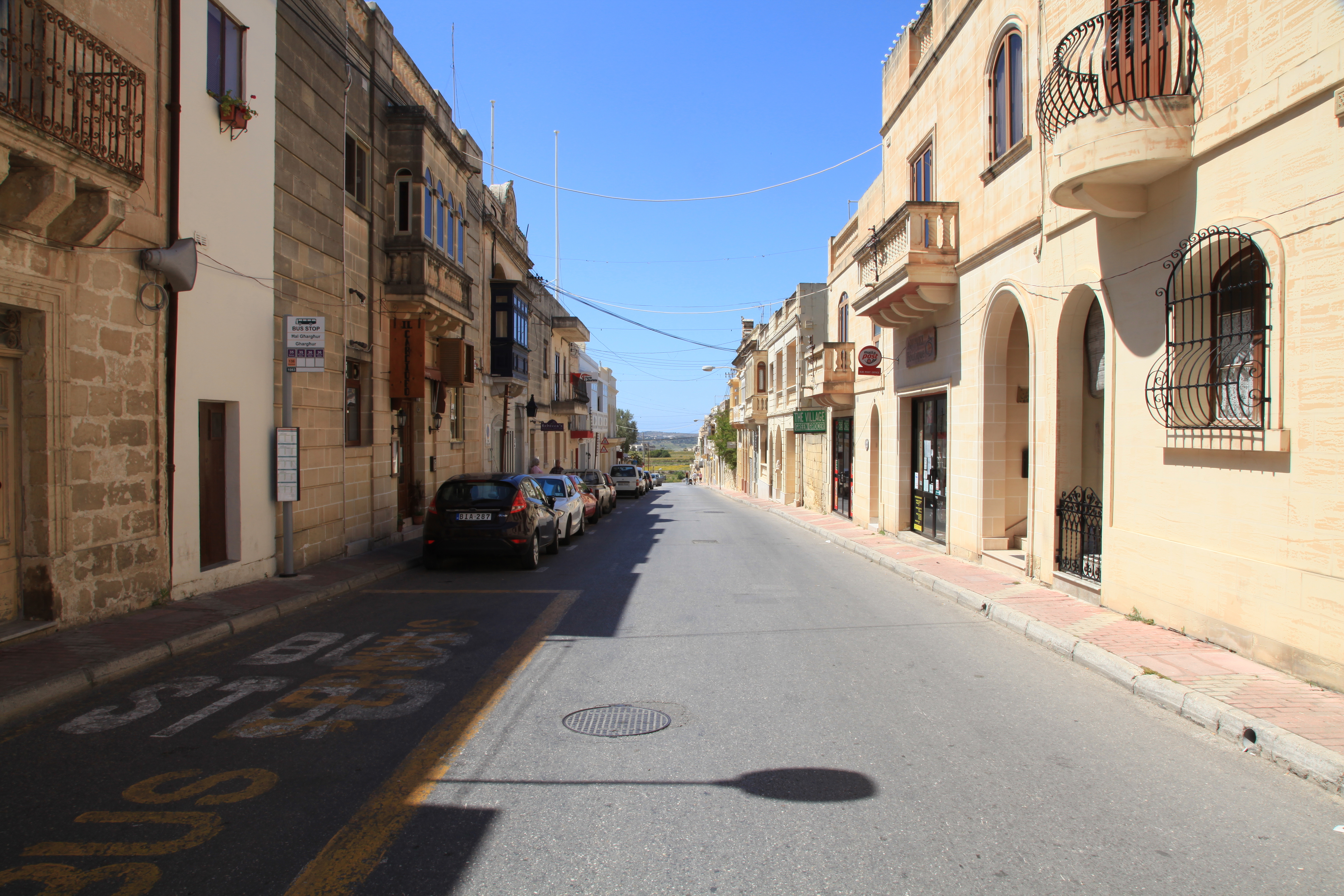
Uliczka Triq San Bartilmew
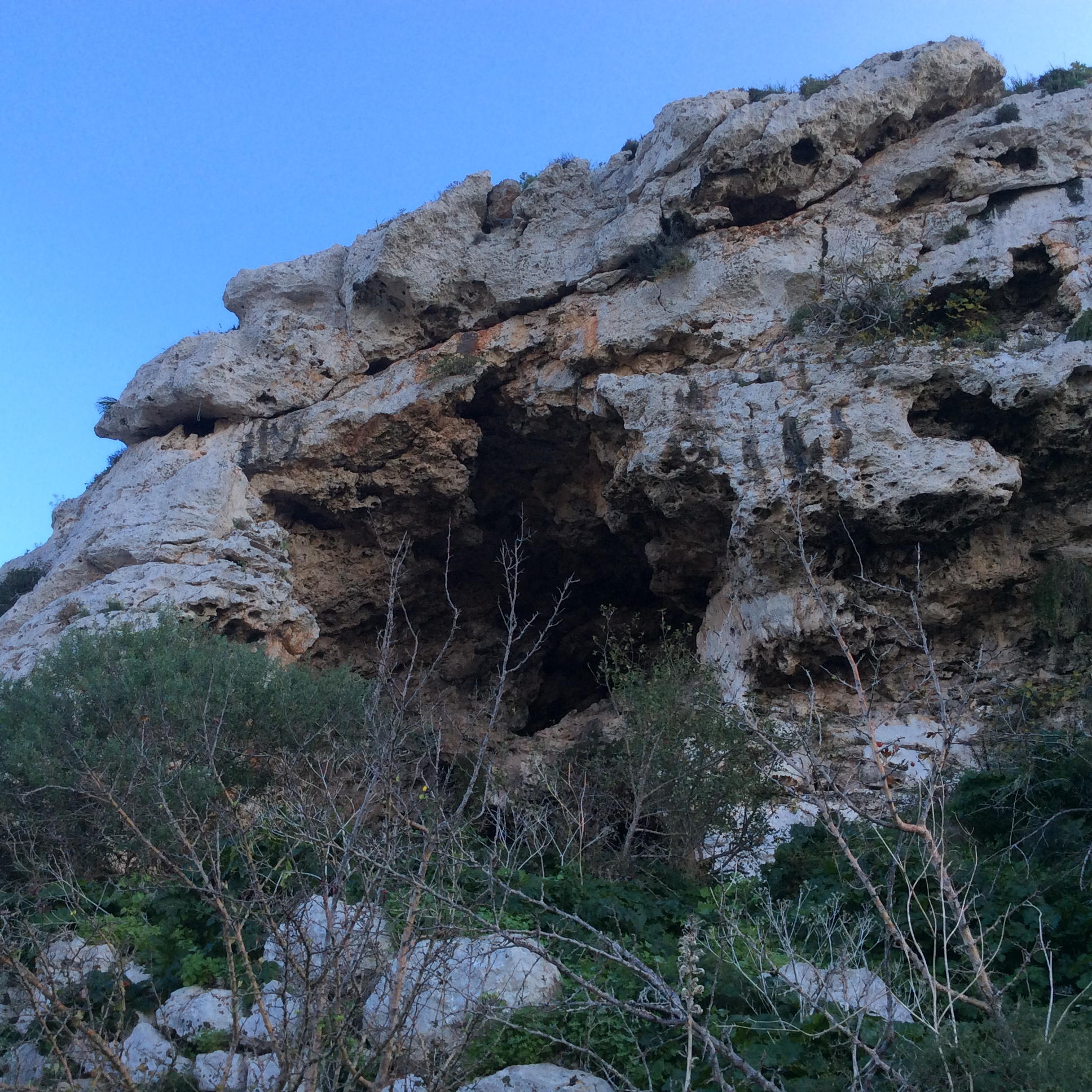
Jaskinia w Għargħur
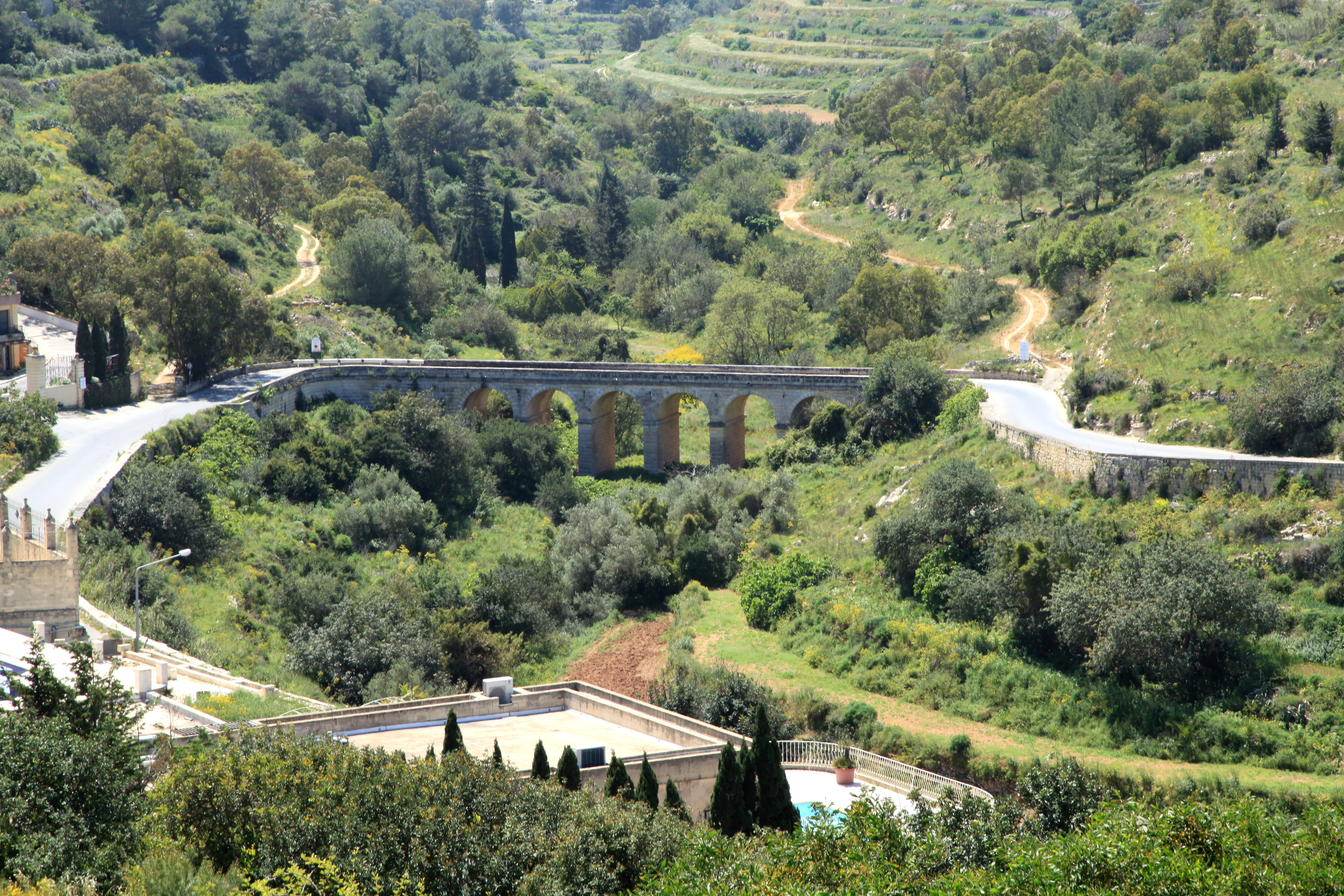
Wied id-Dis bridge
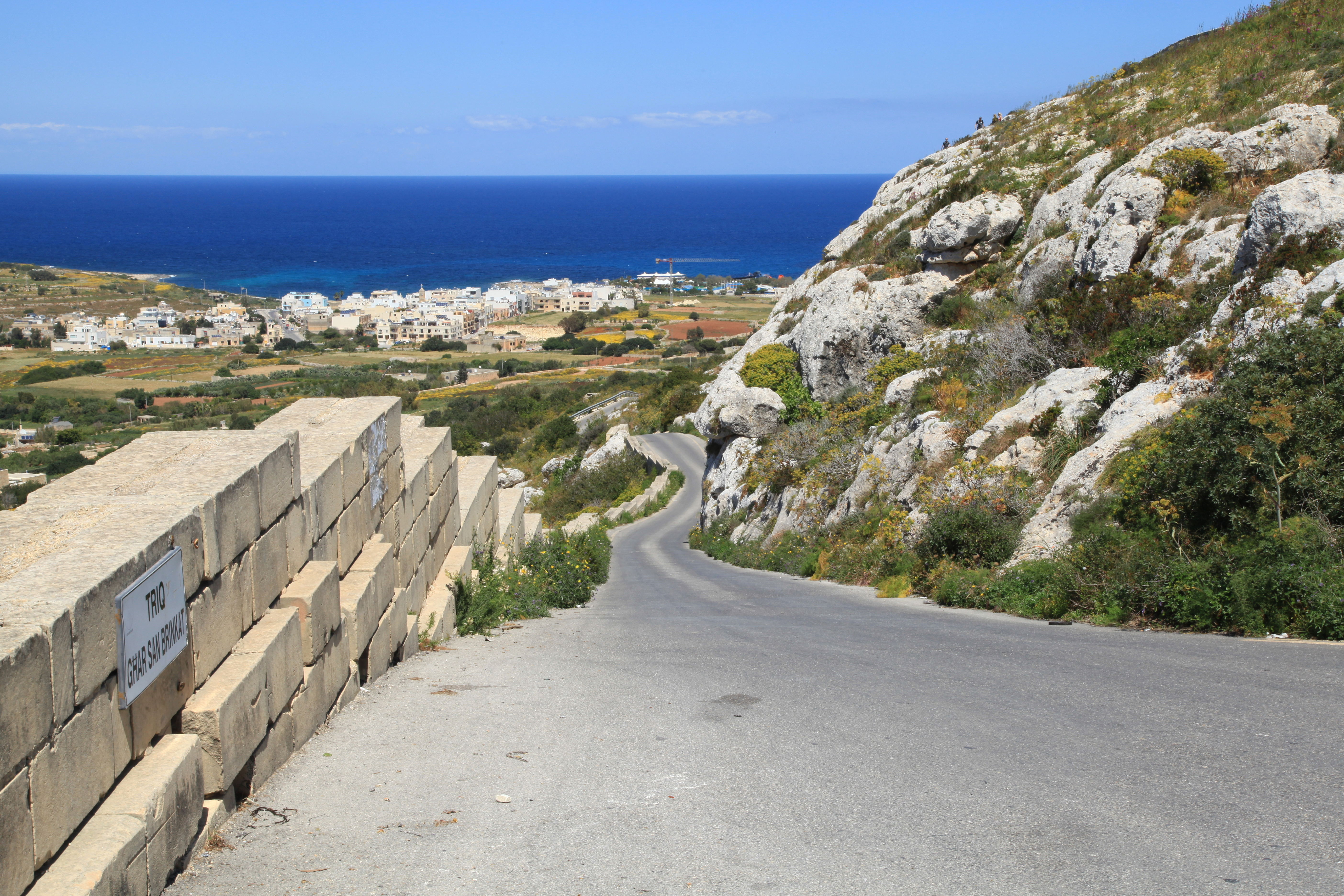

## Sport
W miejscowości funkcjonuje klub piłkarski Għargħur F.C. Powstał w 1944 roku. Obecnie gra w Maltese First Division, drugiej w hierarchii ligowej.